# Neil Smith
Neil Robert Smith era um geógrafo e acadêmico escocês. Foi Professor Distinto de Antropologia e Geografia no Centro de Pós-Graduação da City University de Nova York e vencedor de vários prêmios, incluindo o Globe Book Award da Association of American Geographers.

## Plano de fundo
Smith nasceu em 1954 em Leith, Escócia. Ele foi um dos quatro filhos de um professor primário e passou a maior parte de sua infância em Dalkeith , a sudeste de Edimburgo. Ele freqüentou a King's Park Primary School e Dalkeith High School.
Smith obteve sua primeira classe de bacharelado na Universidade de St. Andrews em 1977 (com um ano na Universidade da Pensilvânia, 1974–1975), e seu doutorado na Universidade Johns Hopkins em 1982, onde seu orientador foi o famoso geógrafo marxista David Harvey . Ele assumiu um cargo estável na Columbia University em Nova York (1982–1986), mas a Columbia fechou seu Departamento de Geografia e ele se mudou para a Rutgers University em New Jersey (1986–2000). Na Rutgers, foi presidente do Departamento de Geografia (1991–94) e membro sênior do Centro de Análise Crítica da Cultura Contemporânea.
Smith morou em Nova York, ultimamente dividindo seu tempo entre Nova York e Toronto, Canadá, onde possuía uma casa com seu parceiro. De 2008 a 2012, ele ocupou uma posição de 20 por cento como Professor do Século VI de Geografia e Teoria Social na Universidade de Aberdeen, em sua Escócia natal.

## Bolsa de estudos
A pesquisa de Smith explorou as amplas interseções entre espaço, natureza, teoria social e história. Sua dissertação na Universidade Johns Hopkins deveria ter sido sobre processos urbanos, mas foi na verdade um importante tratado teórico que se tornou o livro Desenvolvimento desigual: Natureza, Capital e a Produção do Espaço (1984). Neste importante trabalho de teoria social, Smith propôs que o desenvolvimento espacial desigual é uma função da lógica processual dos mercados de capitais ; assim, a sociedade e as economias "produzem" espaço.
Smith é creditado com teorias sobre a gentrificação do centro da cidade como um processo econômico impulsionado pelos preços dos terrenos urbanos e especulação imobiliária urbana, ao invés de preferências culturais por viver na cidade em seu artigo seminal "Rumo a uma Teoria da Gentrificação: A o movimento da cidade pelo capital, não pelas pessoas "(1979).
A curiosidade de Smith sobre por que tal estudo crítico de espaço e lugar chegou tão tarde à disciplina de geografia levou a seu estudo do geógrafo do início do século 20 Isaiah Bowman e ao livro American Empire: Roosevelt's Geographer and the Prelude to Globalization (2003), que traçava A ascensão da América ao poder global devido à ignorância geográfica. O livro ganhou vários prêmios, incluindo o Prêmio Henry Adams da Sociedade de História do Governo Federal. A crítica de Smith ao neoliberalismo capitalista liderado pelos americanos foi desenvolvida em The Endgame of Globalization (2005).

## Reconhecimento
- Prêmio do livro do Los Angeles Times , biografia, 2004
- Prêmio do livro Henry Adams, Sociedade de Historiadores do Governo Federal, 2004
- Prêmio Globo de Compreensão Pública da Geografia, Associação de Geógrafos Americanos , 2004
- Distinguished Scholarship Honors, Association of American Geographers, 2000
- John Simon Guggenheim Fellowship , 1995–1996
- Prêmio Board of Trustees Research Fellowship, Rutgers University, 1988-89
- Medalha Geográfica Escocesa, concedida pela Royal Scottish Geographical Society, 1977
- Robert Lincoln McNeil Scholar, Universidade da Pensilvânia, 1974–75

## Morte
Smith morreu em 29 de setembro de 2012, de insuficiência hepática e renal . Ele havia sido diagnosticado com doença hepática alguns anos antes de sua morte, mas ele voltou a beber álcool em 2011. Ele deixou seus três irmãos; sua parceira, a geógrafa Deborah Cowen , sua ex-esposa, a geógrafa Cindi Katz,e sua filha Isabella DeRiso.